# Abhina Aher
Abhina Aher, född 19 september 1977 i Bombay i delstaten Maharashtra, är en indisk transgender-aktivist som arbetat för att öka transpersoners självbestämmande och rättigheter. Hon har mer än 20 års erfarenhet av att arbeta med frågor som rör sexualitet, kön, hälsa och mänskliga rättigheter i Indien, Asien och Stillahavsområdet(1). Aher har arbetat i organisationer som The Humsafar Trust, Family Health International och India HIV/AIDS Alliance. Hon är medgrundare av Dancing Queens, en dansgrupp för transpersoner. Aher har också varit talare på konferensen TEDx i Delhi.

## Uppväxt
Aher växte upp i en medelklassfamilj i Mumbai. Hennes pappa dog när hon var 3-4 år gammal. Hon uppfostrades helt av sin mamma och mamman gifte senare om sig. Hennes mamma var Kathak-dansare och arbetade för en myndighetsorganisation. Hon uppträdde ofta på officiella tillställningar. Aher brukade iaktta sin mamma och försöka imitera henne. Aher har i intervjuer berättat att hon tidigt inte identifierade sig med den könsidentitet hon blivit tilldelad vid födseln.

## Engagemang
Aher arbetar med nationella och internationella organisationer för att förbättra situationen för transpersoner i Indien. Hon är aktiv i många olika organisationer som rör kön-, rättigheter och transfrågor. Hon är bland annat konsult för India HIV/AIDS Alliance och sitter i styrelsen för International Trans Fund United States. Under 2015-2018 var hon med i styrelsen för Asia Pacific Transgender Network Bangkok.
Dansgruppen Dancing Queens grundades 2009 av Abhina Aher,  Urmi Jadhav och Madhuri Sarode. Gruppen använder dans som ett sätt bryta barriärer, bekämpa stereotyper och öka transpersoners synlighet. De har bland annat uppträtt på Godrej India Culture Lab i Mumbai. 2016 startade Aher Tweet Foundation, en organisation med syfte att stärka transpersoner.
Aher har flera gånger blivit stoppad på flygplatser på grund av transfobi och okunskap. Säkerhetsvakter har till exempel vägrat att genomföra säkerhetskontroller och hennes könsidentitet har ofta blivit ifrågasatt. Aher menar att det är just sådana erfarenheter som visar på hur viktigt det är att fortsätta kämpa för transpersoners rättigheter.